# 德米特里·维亚特金
德米特里·费奥多罗维奇·维亚特金（羅馬化：Dmitriy Fyodorovich Vyatkin；1974年5月21日—）是俄罗斯政治人物，第五届、第六届、第七届、第八届国家杜马代表。2005年，他被授予法学理学副博士学位。
从车里雅宾斯克国立大学毕业后，维亚特金开始在PJSC Chelindbank工作；1997年至2005年，他还领导法律部。1999年，他成为政治家米哈伊尔·格里尚科夫的法律问题顾问。2000年至2007年任第三届、第四届车里雅宾斯克州立法议会代表。2002年12月，维亚特金加入统一俄罗斯党。2007年，他当选为车里雅宾斯克州选区第五届国家杜马代表。2011年、2016年、2021年连续当选第六届、第七届、第八届国家杜马议员。

## 制裁
维亚特金于2022年因俄乌战争而受到英国政府制裁。